# الإسكندر الأكبر في الشاهنامة
تحتفظ شاهنامة الفردوسي (توفي عام 1020) التي تعود إلى القرن الحادي عشر بالنسخة الأقدم من رواية الإسكندر باللغة الفارسية، متبعة عن كثب النص في ترجمتها السريانية. كان الغرض من النوع القصصي هو الحفاظ على أساطير ومآثر الإسكندر الأكبر ووصفها. على الرغم من أن الشاهنامة نص أكبر بكثير ويحتوي على أساطير العديد من حكام إيران الكبرى الآخرين، فإن ثلاثة أقسام متتالية منه تغطي الإسكندر (الذي يشير إليه النص باسم "سكندر")، والتي تصل إلى حوالي 2500 بيت. علاوة على ذلك، تعمل الأقسام المتعلقة بالإسكندر جسرًا بين روايات الملوك قبله وبعده، حيث تمثل انتقالًا من عالم الملوك الأسطوريين والمآثر إلى الملوك التاريخيين للإمبراطورية الساسانية .
تعتبر الشاهنامة أقل جدلية تجاه الإسكندر مقارنة بالتمثيلات الموجودة في الإمبراطورية الفارسية الوسطى والإمبراطورية الساسانية الزرادشتية قبل الإسلام. ومع ذلك، فقد ثبت أن الصور السلبية للإسكندر من هذه الفترة أثرت على الشاهنامة.

## الملخص
يصف القسمان الأولان ميلاد الإسكندر، وصعوده إلى العرش، ثم حروبه ضد داريوس التي خرج منها منتصرًا فغزا بلاد فارس. في القصة، صُوِّر الإسكندر باعتباره الوريث الشرعي للعرش الفارسي بحكم نسبه إلى داراب (داريوس الثالث) ، وبالتالي فهو ينحدر من سلالة من الشاهات الفارسيين الشرعيين. في القسم الثالث، يغزو الإسكندر العالم أجمع ويبدأ رحلة البحث عن نبع الشباب. يصف هذا الجزء حربه ضد مملكة ملك الهند، والحج إلى مكة، ورحلاته عبر مصر، ولقاءه مع قيثارة، ملكة الأندلس (التي تمثل ما يعادل الكنداكة الإثيوبية في القصة اليونانية الأصلية). ويصل أيضًا إلى أرض الأمازون وأرض الظلام. وفي الأخير يبحث عن نبع الحياة. ويقيم سدًّا أمام يأجوج وماجوج في الشرق. خلال رحلاته، يتلقى تلميحات متكررة وقوية حول اقتراب وفاته. وفي النهاية، توفي في العراق، بعد أن أرسل رسالة إلى والدته تحتوي على تعليمات حول كيفية إدارة شؤونه بعد وفاته المفاجئة.